# The Animal Kingdom (film 2023)
The Animal Kingdom (Le Règne animal) è un film del 2023 diretto da Thomas Cailley.
Ha ricevuto 12 candidature ai 49° Premi César, più di tutti gli altri film in lizza, aggiudicandosene cinque.

## Trama
In un mondo colpito da un'ondata di mutazioni che stanno gradualmente trasformando alcuni esseri umani in animali, François fa tutto il possibile per salvare sua moglie, colpita da questa misteriosa condizione. Mentre alcune creature scompaiono in una foresta vicina, François parte con il figlio sedicenne Émile per una ricerca che cambierà le loro vite per sempre.

## Colonna sonora
La colonna sonora è stata composta e curata da Andrea Laszlo De Simone, venendo poi pubblicata il 4 ottobre 2023 per 42 Records (in Italia) e per Ekleroshock nel resto del mondo.
Nel gennaio del 2024 l'artista è stato incluso fra i candidati alla Migliore colonna sonora ai 49° Premi César, aggiudicandosi quindi il premio il 23 febbraio seguente.

### Tracce
1. Devant toi
2. Ombres – Part 1
3. Ombres – Part 2
4. Amour et guerre – Part 1
5. Petit Moment
6. Le vol – Part 1
7. Le vol – Part 2
8. Amour et guerre – Part 2
9. Le vol – Part 3
10. Il Regno Animale[8]

### Musicisti
- Andrea Laszlo De Simone: voce, chitarre, batteria, sintetizzatori, flauto dolce
- Elisa Fagà: voce lirica
- Clarissa Marino: violoncello
- Giulia Pecora: violino
- Federico Marchesano: contrabbasso
- Stefano "Piri" Colosimo: corno da caccia
- Simone Garino: clarinetto

## Distribuzione
Il film è stato selezionato per essere proiettato come film di apertura della sezione Un Certain Regard del 76º Festival di Cannes, dove è stato presentato in anteprima mondiale il 17 maggio 2023.
Il film è stato distribuito nelle sale francesi da StudioCanal a partire dal 4 ottobre 2023.
È stato anche invitato al 28° Busan International Film Festival nella sezione "Open Cinema" ed è stato proiettato l'8 ottobre 2023.
In Italia, verrà distribuito nei cinema dalla I Wonder Pictures a partire dal 13 giugno 2024.

## Accoglienza

### Incassi
Il film ha incassato poco più di 9,1 milioni di dollari.

### Critica
Su Rotten Tomatoes, il film ha un indice di gradimento deIl'83% sulla base di 60 recensioni, con una valutazione media di 7/10. Su Metacritic, il film ha un punteggio medio ponderato di 69/100, basato su 17 recensioni della critica che indicano recensioni "generalmente favorevoli". The Animal Kingdom ha ricevuto una valutazione media di 4,3 stelle su 5 sul sito francese AlloCiné, sulla base di 45 recensioni.

## Riconoscimenti
- 2024 - Premio César[2][3]
  - Migliore colonna sonora ad Andrea Laszlo De Simone
  - Miglior sonoro a Fabrice Osinski, Raphaël Sohier, Matthieu Fichet e Niels Barletta
  - Migliore fotografia a David Cailley
  - Migliori costumi a Ariane Daurat
  - Migliori effetti speciali a Cyrille Bonjean, Bruno Sommier e Jean-Louis Autret
  - Candidatura al miglior film
  - Candidatura per il miglior regista a Thomas Cailley
  - Candidatura al migliore attore a Romain Duris
  - Candidatura alla migliore promessa maschile a Paul Kircher
  - Candidatura alla migliore sceneggiatura originale a Thomas Cailley
  - Candidatura al miglior montaggio a Lilian Corbeille
  - Candidatura alla migliore scenografia a Julia Lemaire
- 2023 - Festival di Cannes[18][19]
  - In concorso per il premio Un Certain Regard
- 2023 - Premio Louis-Delluc[20]
  - Miglior film
- 2024 - Premio Lumière[21][22]
  - Miglior regista a Thomas Cailley
  - Candidatura per il miglior film
  - Candidatura per la migliore sceneggiatura ad Thomas Cailley
  - Candidatura per la migliore fotografia a David Cailley
  - Candidatura per la migliore colonna sonora ad Andrea Laszlo De Simone